# Langkawi

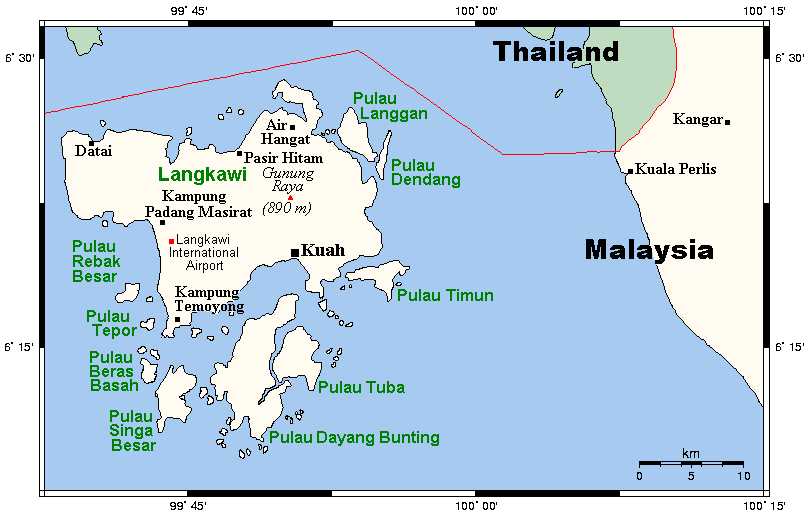
Karta över Langkawi med omgivning.

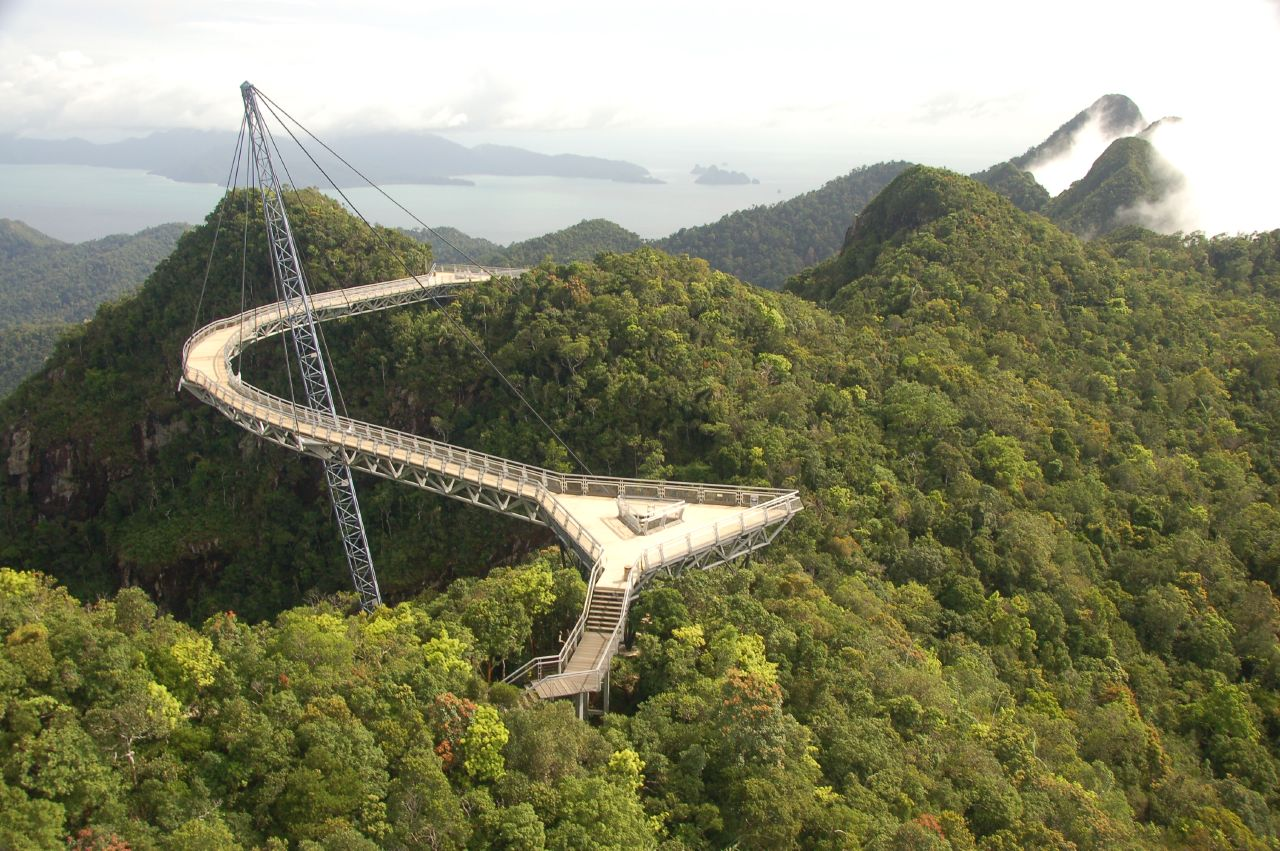
Gångbro vid en av bergstopparna på Pulau Langkawi.

Langkawi är en ögrupp utanför Malaysias nordvästra kust, nära gränsen till Thailand. Den tillhör delstaten Kedah och utgör Malaysias västligaste område. Ögruppen består av 99 öar, samt ytterligare fem öar som framträder vid lågvatten. Den största ön är Pulau Langkawi. Ögruppen är ett av delstaten Kedahs elva distrikt, och hade 96 700 invånare år 2008 på en yta av 464 kvadratkilometer. Öarnas största stad, och den administrativa huvudorten för distriktet, är Kuah. 